# Messier 12
Messier 12 (sau M12 sau NGC 6218) este un roi globular descoperit de Charles Messier în 1764, situat în constelația Ofiucus.
Obiectul ceresc a fost rezolvat în stele de către astronomul William Herschel în 1783.

## Observare

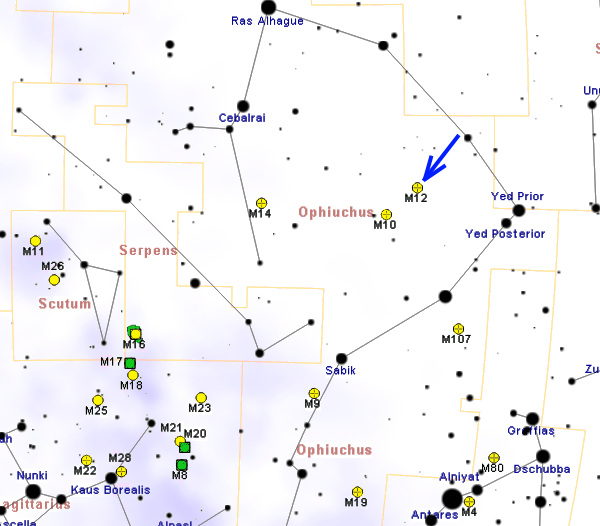
Hartă a cerului pe care este indicată localizarea roiului M12.
Credit: Roberto Mura

M12 se individualizează cu o oarecare dificultate din cauza poziției sale deosebit de izolate, departe de aștri luminoși; pentru a-i repera poziția se pornește de la M10, un roi globular vecin și mai luminos: odată acest obiect fiind reperat, se face deplasarea  cu circa 3,4° în direcția nord-vest. M12 se observă  cu ușurință printr-un binoclu, în care apare cu aspectul unei pete lăptoase. Folosind instrumente cu obiectivul având diametrul de 150 mm sau mai mare, roiul începe să fie rezolvat în stele și arată un aspect granulos. Un telescop cu obiectivul având diametrul de 200-250 mm permite o vedere bună.
M12 poate fi observat din orice teritoriu populat al Pământului, mulțumită faptului că este situat foarte aproape de Ecuatorul Ceresc; nu există o emisferă privilegiată pentru observarea roiului. În Emisfera nordică este un obiect al cerului de vară, iar în Emisfera sudică este caracteristic lunilor de iarnă. Perioada cea mai bună pentru observarea roiului M12 este seara, din mai până în septembrie.

## Caracteristici
Roiul este situat la circa 16.000 de ani-lumină de Sistemul Solar, față de care se apropie cu viteza de 16 km/s. Posedă un diametru aparent de 14,5 minute de arc, ceea ce îi conferă un diametru real de circa 75 de ani-lumină.
Este printre cele mai puțin dense în stele dintre roiurile globulare din Catalogul Messier. În fapt, roiul traversează, în mod regulat, planul Căii Lactee, când pierde, de fiecare dată, o parte din stelele mai puțin masive.
Stelele cele mai strălucitoare ale roiului au magnitudinea aparentă de +12.

## Galerie de imagini

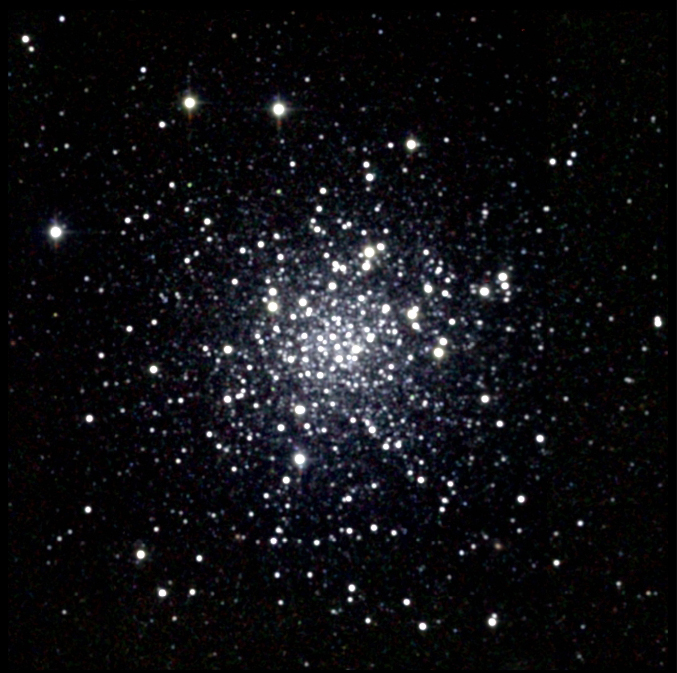
Messier 12, văzut de 2MASS
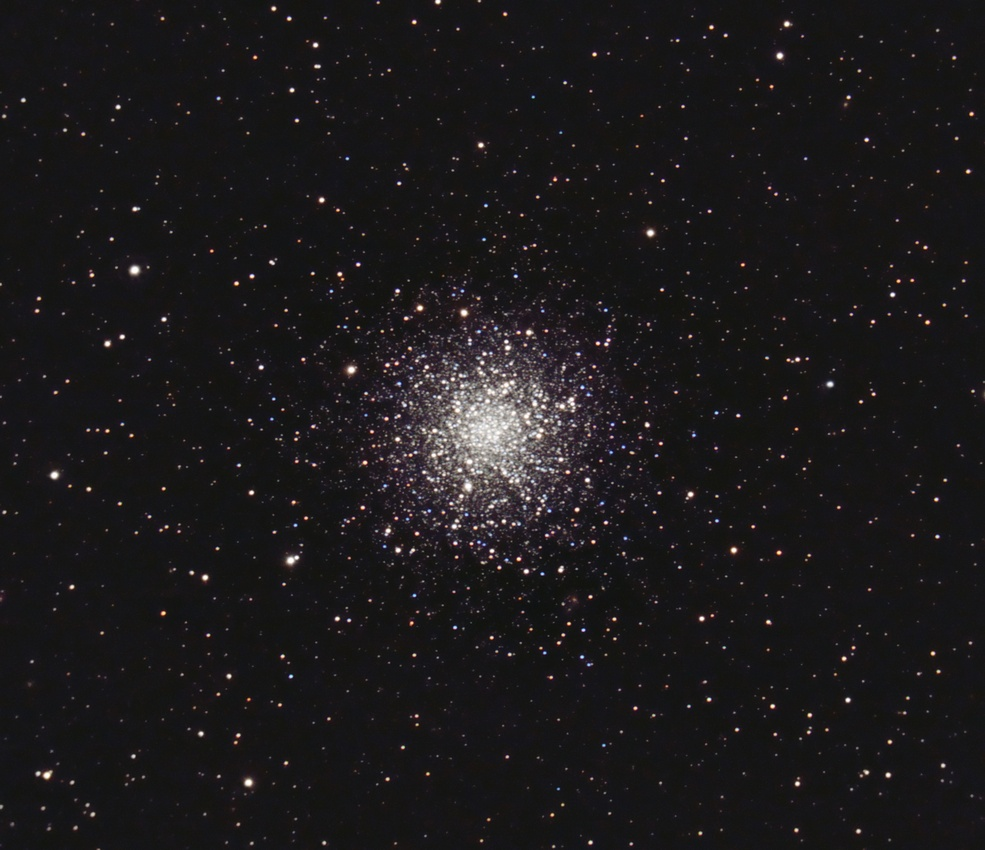
M12 văzut cu un telescop de amatori
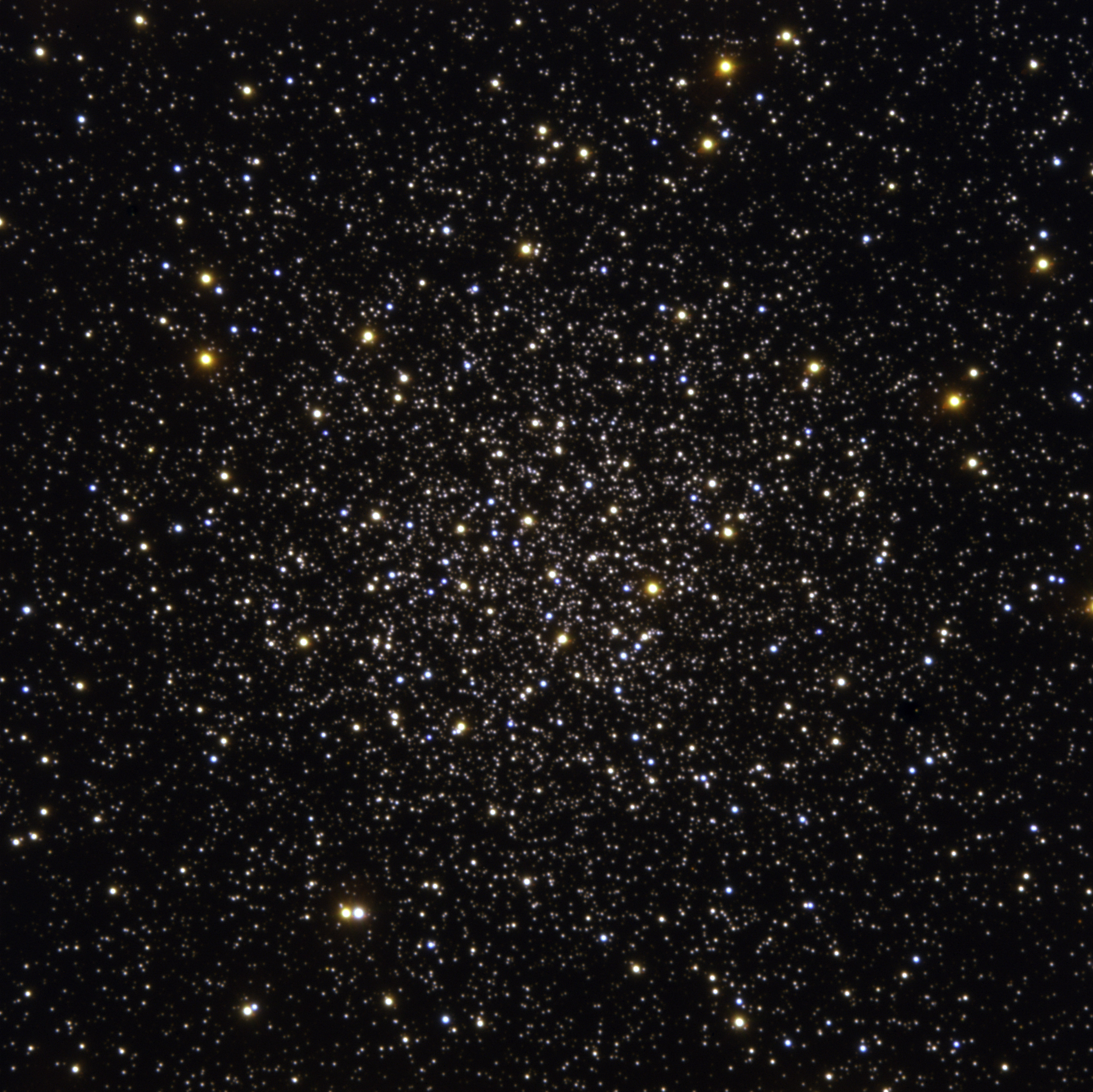
Partea centrală a roiului Messier 12. Credit: ESO